# Andrena euzona
Andrena euzona är en biart som beskrevs av Pérez 1895. Andrena euzona ingår i släktet sandbin, och familjen grävbin. Inga underarter finns listade i Catalogue of Life.